# Castell de Celrà (Orellà)
El Castell de Celrà és una antiga fortificació medieval quasi del tot desapareguda de la comuna d'Orellà, a la comarca del Conflent, de la Catalunya del Nord.
Era situat just damunt al nord-oest del lloc on hi havia hagut el poble de Celrà, a prop al nord-oest del d'Orellà, seguint la carena que fa d'eix vertebral de la comuna.